# Beast (Roman)
Beast ist ein Jugendbuch von Ally Kennen, das auf Englisch 2006 und auf Deutsch 2007 veröffentlicht wurde. Es hat den 2007er Manchester Book Award gewonnen und wurde für den 2006er Booktrust Teenage Prize, den 2007er Carnegie Medal und den 2007er Branford Boase Award nominiert.

## Inhalt
Stephen ist ein 17 Jahre altes englisches Pflegekind, das am Rande des Gesetzes lebt. Er musste von Familie zu Familie ziehen, hat aber immer sein großes Geheimnis mit sich genommen: Er verbirgt ein riesiges Krokodil, das seit seiner Geburt wild ist. Stephens krimineller Vater schenkte es ihm, als er noch ein Kind war. Prägend für ihn ist auch die Erinnerung an seinen verstorbenen Bruder Selby.
Beast erzählt die Geschichte seiner mörderischen Absichten gegen dieses Monster und seine wachsenden Beziehungen, sowie auch Geschichten aus seiner Kindheit.

## Erzählform
In dem Buch wird vor allem durch das besondere Erzählverhalten Spannung erzeugt:
Beast wird im Lyrischen Ich im Präsens erzählt. Durch diese Kombination entsteht das Gefühl, dass man selber bei der Handlung anwesend ist. Auch gibt es keinen allwissenden Erzähler.

„Ich werfe den Müllsack in meinen Kofferraum. Mir wird klar, dass ich das nicht jeden Tag machen kann, wenn ich mich nicht erwischen lasse. Auf die Art wird das Monster noch größer. Mein Auto springt nicht an. Wenn ich den Zündschlüssel drehe, tut sich gar nichts. Ich merke, dass ich das Licht angelassen habe. Es ist neblig heute morgen. »Scheiße!« Ich schlage mit der Faust gegen das Armaturenbrett. Was jetzt?...“